# Фітотехнологія
Фітотехнологія (англ. Phytotechnology, фр. Phytotechnologie) (від давньогрецького φυτο (фіто — «рослина») і τεχνολογία (технологія, від τέχνη (техно) — «мистецтво, майстерність, ремесло» та -λογία (-логія «вивчення» ) — нова галузь, що реалізує вирішення наукових та інженерних завдань за допомогою об'єктів рослинного світу.